# Anisakinae
Die Anisakinae sind eine Familie der Spulwürmer sind eine Unterfamilie der Spulwürmer, die als Parasiten im Dünndarm von Meeressäugern leben, aber auch Seevögel können infiziert werden. Einige Arten sind durch den Verzehr ungenügend erhitzter Fische auch für den Menschen ansteckend, wobei dieser kein Endwirt darstellt.

## Merkmale
Die Kutikula-Ringe sind ohne Dornen. Das Ausscheidungssystem ist bandartig und erstreckt sich vom linken Seitenstrang bis zur Bauchseite der Körperhöhle. Die Exkretionspore liegt meist zwischen den beiden seitlich-unteren Lippen oder an der Basis der bauchseitigen Zwischenlippe.

## Systematik
Zur Unterfamilie gehören 196 Arten in folgenden Gattungen:
- Tribus Anisakini: Subtribus Anisakinii
  - Agamascaris Steiner, 1924
  - Anisakis Dujardin, 1845
  - Heligmus Dujardin, 1844
  - Phocanema Myers, 1959
  - Pseudoterranova Mosgovoy, 1950
  - Pulchrascaris Vicente & Dos-Santos, 1972
  - Sulcascaris Hartwich, 1957
  - Terranova Leiper & Atkinson, 1914
- Tribus Contracaecini: Subtribus Contracaecinii
  - Contracaecum Railliet & Henry, 1912
  - Duplicaecum Majumdar & Chakravarty, 1963
  - Galeiceps Railliet & Henry, 1912
  - Phocascaris Hoest, 1932

Die Gattung Viverranisakis Soota & Chaturvedi, 1971 (Subtribus Anisakinii) ist ausgestorben und nur noch fossil nachweisbar. Die Gattungen Heligmus mit dem einzigen Vertreter Heligmus longicirrus und Pseudoterranova sind nur unzureichend beschrieben, weshalb sie nicht in die CIH keys to the nematode parasites of vertebrates aufgenommen wurden.